# Memoria Vetusta I: Fathers of the Icy Age
Memoria Vetusta I: Fathers of the Icy Age er det andet studiealbum fra det franske black metal-band Blut aus Nord, udgivet i 1996. Det er det første i en række af albums udgivet under "Memoria Vetusta"-navnet (latin for "det gamle minde").

## Spor
1. "Slaughterday (The Heathen Blood of Ours)" - 6:49
2. "On the Path of Wolf... Towards Dwarfhill" - 5:46
3. "Sons of Wisdom, Master of Elements" - 6:07
4. "The Forsaken Voices of the Ghostwood's Shadowy Realm" - 6:01
5. "The Territory of Witches / Guardians of the Dark Lake" - 8:12
6. "Day of Revenge (The Impure Blood of Theirs)" - 5:16
7. "Fathers of the Icy Age" - 7:01